# George V Seahorses

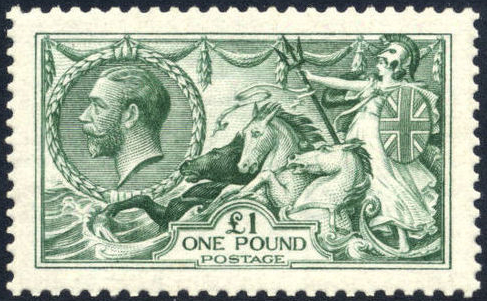
Timbre de 1£ de 1913 émis par la maison d'imprimerie Waterlow and Sons Limited.

George V Seahorses (hippocampes en français) est le nom couramment utilisé pour faire référence à une série de timbres-poste britanniques de valeur faciale élevée émis durant le règne de George V.
Les timbres sont fameux pour la qualité de la gravure et pour le dessin épique qui représente l'allégorie Britannia sur son chariot derrière 3 chevaux cabrés sur une mer agitée. Cette série est largement collectionnée à travers le monde par les philatélistes pour les multiples variations de couleurs et pour le grand nombre d'impressions différentes.

## Histoire
George V était lui-même un philatéliste et prit personnellement part à l'élaboration du dessin réalisé par le sculpteur australien Edgar Bertram Mackennal (en) (1863-1931). Ce-dernier ajouta la tête du roi dans le médaillon prévu dans le timbre avec un dessin qu'il avait utilisait précédemment pour la médaille de son couronnement (en) en 1911. Le sculpteur fut d’ailleurs anobli en 1912 par le roi. L'ensemble fut composé pour l'impression en taille-douce par le graveur George W. Eve et les matrices furent gravées par John Harrison (en). 

## Tirages

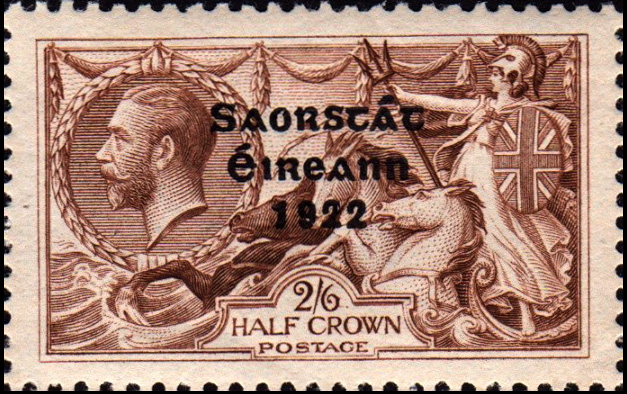
Timbre de 2/6 shilling émis par la maison d'imprimerie Bradbury Wilkinson. Le timbre reçut une surcharge en 1922 par l'État libre d'Irlande.

Il existe deux tirages principaux dénommés par les lettres ‘A’ et ‘B’ et qui furent respectivement émis à partir de juillet 1913 et en octobre 1934. La série originale comprend 4 valeurs faciales : 2/6 shilling (brun), 5 shillings (rouge), 10 shillings (bleu) et 1£ (vert) et fut émise par la maison de gravure londonienne Waterlow and Sons Limited (en). En décembre 1915, l'impression passe sous l'égide de l'imprimeur De La Rue et enfin en décembre 1918, c'est la maison Bradbury Wilkinson and Company (en) qui est autorisée à imprimer la série. 
Néanmoins, en 1934, les matrices furent gravées à nouveau lorsque Waterlow and Sons récupérèrent les droits d'impression. Le fond ligné derrière la tête du roi George V fut à cette occasion modifié pour devenir un fond quadrillé ce qui facilite grandement la distinction entre les 2 tirages.
Un autre point intéressant à noter est le fait que la valeur de 1£ fut seulement imprimée durant la période 1913-1915 par Waterlow and Sons alors que les 3 autres valeurs furent toutes imprimées par les 3 imprimeurs. De nombreuses surcharges furent appliquées sur ces timbres, notamment par l'Irlande indépendante, par les bureaux postaux marocains (en) ou encore par le protectorat du Bechuanaland. Il faut attendre mai 1939 pour voir une nouveau série de timbres britanniques de fortes valeurs faciales. Ils seront à l'effigie de George VI.